# Landkreis Mayen-Koblenz
Landkreis Mayen-Koblenz – powiat w niemieckim kraju związkowym Nadrenia-Palatynat. Stolicą powiatu jest Koblencja.

## Podział administracyjny
Landkreis Mayen-Koblenz składa się z:
- trzech gmin miejskich (Stadt)
- siedmiu gmin związkowych (Verbandsgemeinde)

Gminy miejskie:
| Lp. | Nazwa gminy miejskiej | Ludność (31.12.2009) | Powierzchnia km² |
| --- | --------------------- | -------------------- | ---------------- |
| 1   | Andernach             | 29.589               | 53,23            |
| 2   | Bendorf               | 17.130               | 24,07            |
| 3   | Mayen                 | 18.748               | 58,04            |

Gminy związkowe:
| Lp. | Nazwa gminy związkowej | Ludność (31.12.2009) | Powierzchnia km² | Liczba gmin |
| --- | ---------------------- | -------------------- | ---------------- | ----------- |
| 1   | Maifeld                | 24.007               | 161,88           | 18          |
| 2   | Mendig                 | 13.459               | 53,98            | 5           |
| 3   | Pellenz                | 16.300               | 55,25            | 5           |
| 4   | Rhein-Mosel            | 26.977               | 164,13           | 18          |
| 5   | Vallendar              | 15.124               | 26,34            | 4           |
| 6   | Vordereifel            | 16.856               | 167,74           | 27          |
| 7   | Weißenthurm            | 32.889               | 52,55            | 7           |